# Henry McBride
Pour les articles homonymes, voir McBride.
Henry McBride (7 février 1856 – 7 octobre 1937) fut le quatrième gouverneur de l'État de Washington de 1901 à 1905. Il fut le premier gouverneur de Washington à être originaire d'un État de l'Ouest. 

## Biographie
Né à Farmington dans le territoire de l'Utah, McBride étudia afin de devenir prêtre à l'Église épiscopale du Trinity College de Hartford, mais n'a jamais bouclé son cycle pour cause de maladie.

### Carrière
McBride s'installa dans le territoire de Washington en 1882 et enseigna dans une école de Oak Harbor sur l'île Whidbey tout en étudiant le droit. Il épousa Alice Garrett le 7 février 1884. De 1887 à 1889, il exerça la profession d'avocat en tant qu'associé de E. M. Carr et Harold Preston. Il fut procureur des comtés de Whatcom, Skagit, et Snohomish de 1889 à 1891.
Nommé par le gouverneur Elisha P. Ferry en 1891, et élu pour un mandat de quatre ans en 1892, il exerça en tant que Juge de la Cour supérieure pour les comtés de Skagit et d'Island de 1891 à 1896.
Élu au poste de lieutenant-gouverneur de l'État de Washington en 1900, il devint gouverneur à la mort de son prédécesseur, John Rankin Rogers (en), le 26 décembre 1901 et le fut jusqu'en 1905. Après avoir quitté cette fonction, il continua d'exercer le droit, puis fut comme président d'un organisme d'épargne et de crédit, pour ensuite travailler dans l'industrie du bois.

## Mort
McBride est décédé le 7 octobre 1937 à Seattle, Washington.

## En savoir plus
- The National Cyclopaedia of American Biography. New York: James T. White and Co., 1910. Vol. 14, p. 447.
- Meany, Edmond S, Governors of Washington : territorial and state, University of Washington,, 1915Available online through the Washington State Library's Classics in Washington History collection